# NGC 7180
NGC 7180 is een lensvormig sterrenstelsel in het sterrenbeeld Waterman. Het hemelobject werd op 11 september 1787 ontdekt door de Duits-Britse astronoom William Herschel.

## Synoniemen
- ESO 601-6
- MCG -4-52-8
- PGC 67890